# Schlacht von Mérida
Gijón –
Oviedo –
Alcázar von Toledo –
Mérida –
Badajoz –
Guipúzcoa –
Mallorca –
Sierra Guadalupe –
Talavera de la Reina –
Madrid –
Straße nach Coruña –
Málaga –
Jarama –
Guadalajara –
Krieg im Norden (Durango, Guernica, Santander) –
Brunete –
Belchite –
Teruel –
Cabo de Palos –
Aragon –
Ebro –
Katalonien
Die Schlacht von Mérida fand vom 10. bis 11. August 1936 während des Spanischen Bürgerkriegs in der Nähe der Stadt Mérida statt.

## Vorgeschichte
Im Sommer 1936 transportierten deutsche und italienische Flugzeuge und die spanische Flotte etwa 10.000 Soldaten der spanischen Afrikaarmee über die Straße von Gibraltar nach Südspanien, die zunächst in Sevilla stationiert wurden. Am 1. August befahl General Franco den Vorstoß Richtung Norden, um die Afrikaarmee mit den Truppen General Emilio Molas zu vereinigen.
Unter dem Befehl von Oberst Carlos Asensio Cabanillas und Major Antonio Castejón Espinosa stieß die Armee, in motorisierte Abteilungen aufgeteilt, Richtung Norden vor. Die auf dem Weg liegenden und Widerstand leistenden Grenzorte an der portugiesischen Grenze wurden eingenommen. Die nationalistische Armee unter Oberst Asensio begann am 2. August von Sevilla aus ihren Vormarsch Richtung Norden. Major Castejón folgte mit einer zweiten Einheit am 3. August.
Am 6. August kämpfte sich Asensio durch die republikanischen Stellungen Richtung Norden. Am 7. August eroberte die nationalistische Afrikaarmee nach einem erbitterten Kampf die Stadt Almendralejo. Die Republikaner zogen sich in das nahe gelegene Mérida zurück, während die Nationalisten auf die Verstärkung unter Castejón warteten.

## Die Schlacht
Am 10. August stellten sich die Republikaner am Fluss Guadiana bei der Römerbrücke von Mérida erneut den Nationalisten. Asensio konnte die Römerbrücke über den Fluss erobern und anschließend die Stadt Mérida rasch einnehmen. Die republikanischen Milizen sahen sich gezwungen, sich zurückzuziehen, da sie sonst Gefahr liefen, eingekesselt zu werden. Oberstleutnant (der spätere General) Juan Yagüe traf an der Front ein und übernahm das Kommando über die nationalistischen Truppen. Die republikanische Organisatorin des Verteidigungskomitees von Mérida, Anita López fiel bei der Verteidigung der Stadt.
Yagüe begann Richtung Badajoz zu marschieren. Eine Abteilung unter dem Befehl von Leutnant Tella wurde in Mérida zurückgelassen um die Stadt zu sichern. Am 11. August griffen die republikanischen Milizen, die Guardia de Asalto und die Guardia Civil, aus Madrid kommend, die Stadt an. Nach schweren Kämpfen wurden die Republikaner von den Legionären Tellas zurückgeschlagen.
Gleichzeitig gelang es Yagüe, Badajoz einzunehmen (Schlacht von Badajoz (1936)).

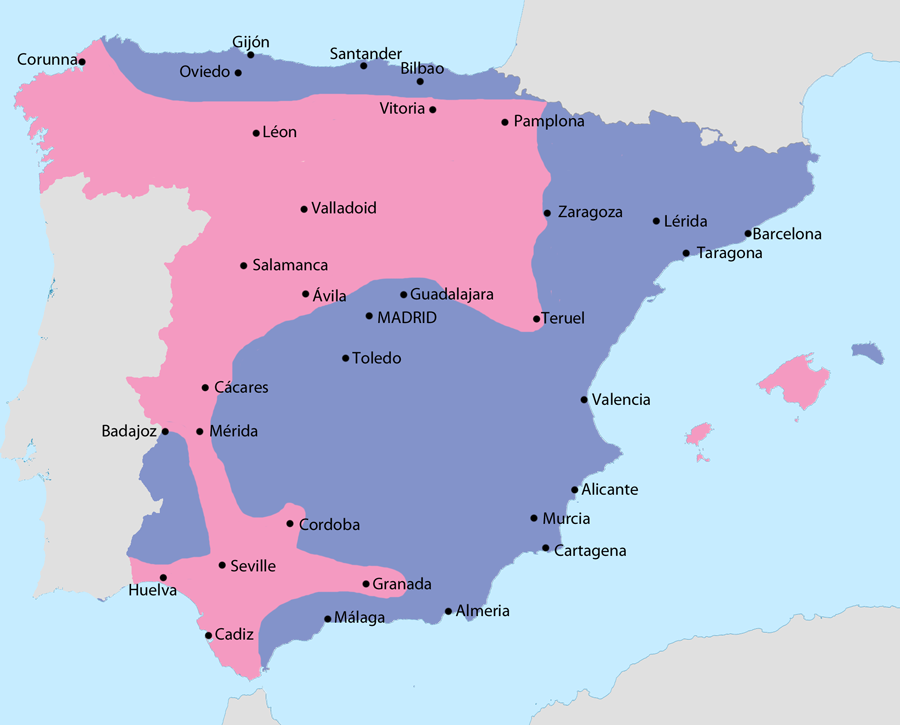
Spanien nach der Schlacht von Mérida